# Сейде, Эмиль
Эми́ль Ко́нрадсен Се́йде (норв. Emil Konradsen Ceide; 3 сентября 2001 года, Финнснес) — норвежский футболист, играющий на позиции нападающего. Выступает за клуб «Сассуоло» и молодежную сборную Норвегии.

## Клубная карьера
Эмиль является воспитанников футбольного клуба «Финснесс». В мае 2017 года перешёл в «Русенборг». Выступал за молодёжную команду. С сезона 2018 года тренируется с основной командой.
26 апреля 2018 года вышел на замену в матче Суперкубка Норвегии против «Лиллестрёма», выиграв свой первый трофей в карьере — матч завершился победой 1:0. 7 июля 2018 года Сейде дебютировал в чемпионате Норвегии, выйдя на замену на 84-й минуте вместо Джонатана Леви в поединке против «Тромсё».
В январе 2022 года перешёл на правах аренды в итальянский «Сассуоло» сроком на полгода.

## Международная карьера
Выступает за юношеские сборные Норвегии. Отец Эмиля — уроженец Гаити, мать — норвежка. Имеет брата-близнеца Миккеля, который тренируется в академии «Русенборга».